# Gullivers Reisen

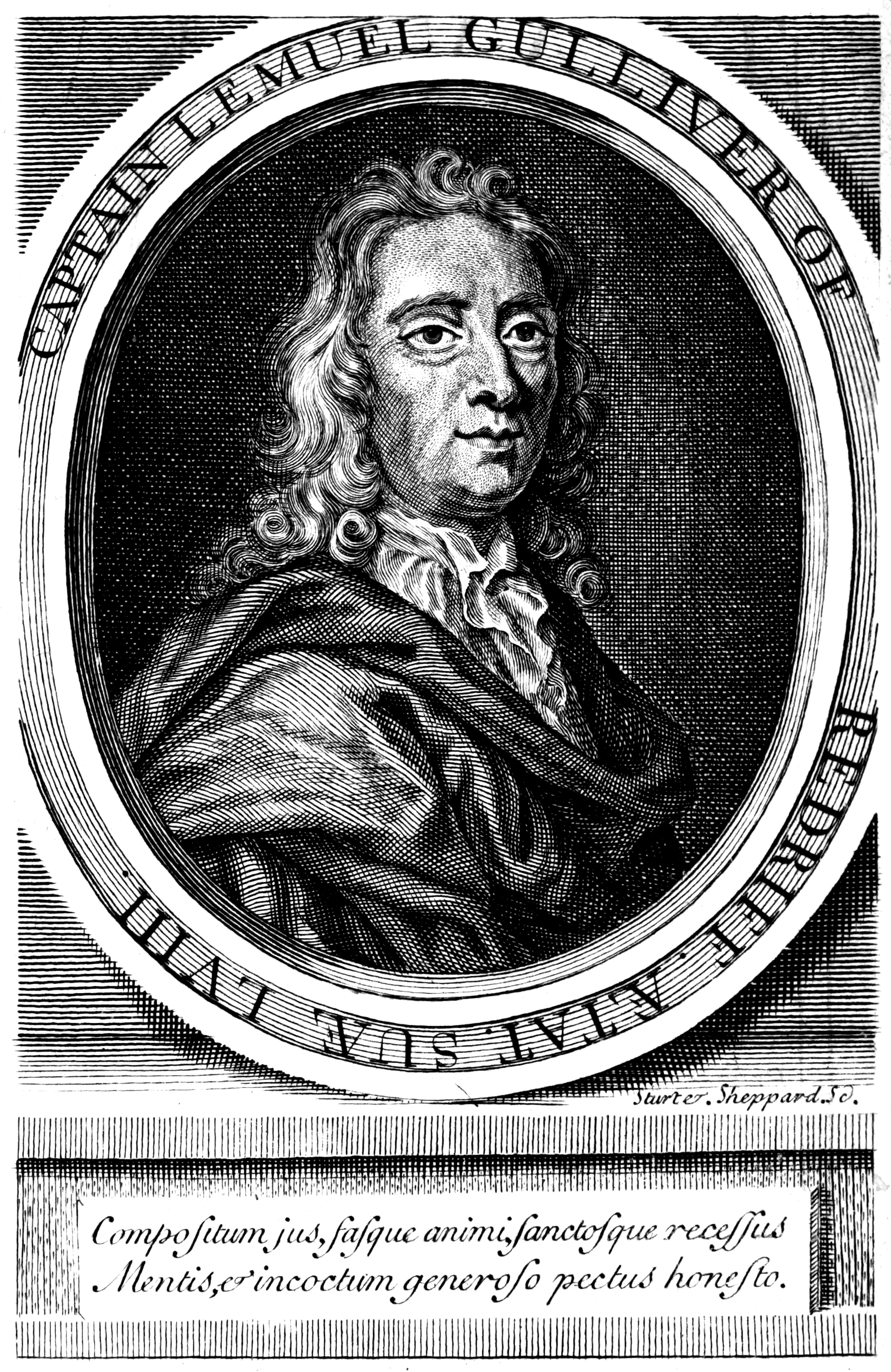
Captain Lemuel Gulliver (Illustration aus der Erstausgabe von Gullivers Reisen aus dem Jahr 1726)

Gullivers Reisen (englisch Gulliver’s Travels) ist ein satirischer Roman des irischen Schriftstellers, anglikanischen Priesters und Politikers Jonathan Swift. In der Originalfassung besteht der Roman aus vier Teilen und wurde 1726 unter dem Titel Travels into Several Remote Nations of the World in Four Parts By Lemuel Gulliver, first a Surgeon, and then a Captain of Several Ships veröffentlicht. In anschaulicher Erzählweise bringt Swift seine Verbitterung über zeitgenössische Missstände und seine Auffassung von der Relativität der menschlichen Werte zum Ausdruck. Durch die anschauliche Erzählweise der zweiteiligen Kinderbuchausgabe, in welcher Gulliver erst das Land der Zwerge entdeckt und dann im Land der Riesen landet und in der die sozialkritischen und satirischen Positionen fehlen, wurde das Werk zu einem weltbekannten Jugendbuch. Der Roman ist, nach Campanellas Civitas solis und Bacons Nova Atlantis, der Höhepunkt einer im Gegensatz zu religiösen Entwürfen stehenden Gattung, die ohne unmittelbare Wirklichkeitsansprüche Bilder einer idealen Gesellschaft zum Thema hat.

## Inhalt
Das satirische Werk gliedert sich in vier Teile, die den vier Reisen Gullivers entsprechen:
- Nach Liliput, ins Land der zwergenhaften Liliputaner
- Nach Brobdingnag, ins Land der Riesen
- Nach Laputa, Balnibarbi, Glubbdubdrib, Luggnagg und Japan
- Ins Land der Houyhnhnms und Yahoos

### Teil 1: Reise nach Liliput

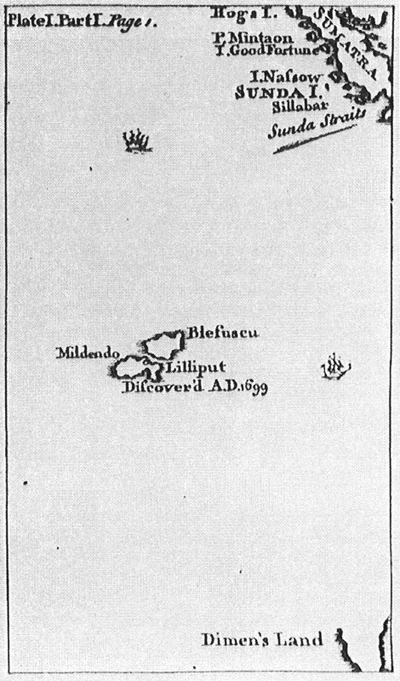
Karte von Lilliput südwestlich von Sumatra (Illustration von Herman Moll für die Erstausgabe von Gullivers Reisen aus dem Jahr 1726)

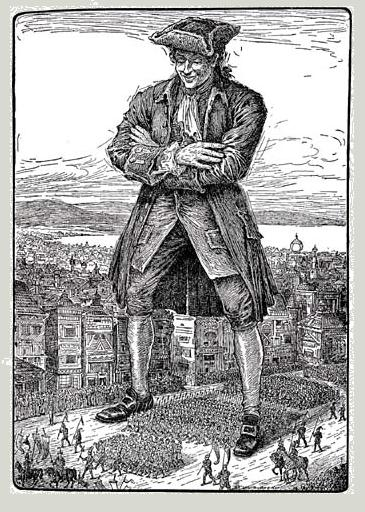
Eine Liliputaner-Parade marschiert durch Gullivers Beine. Illustration von Louis Rhead, 1913.

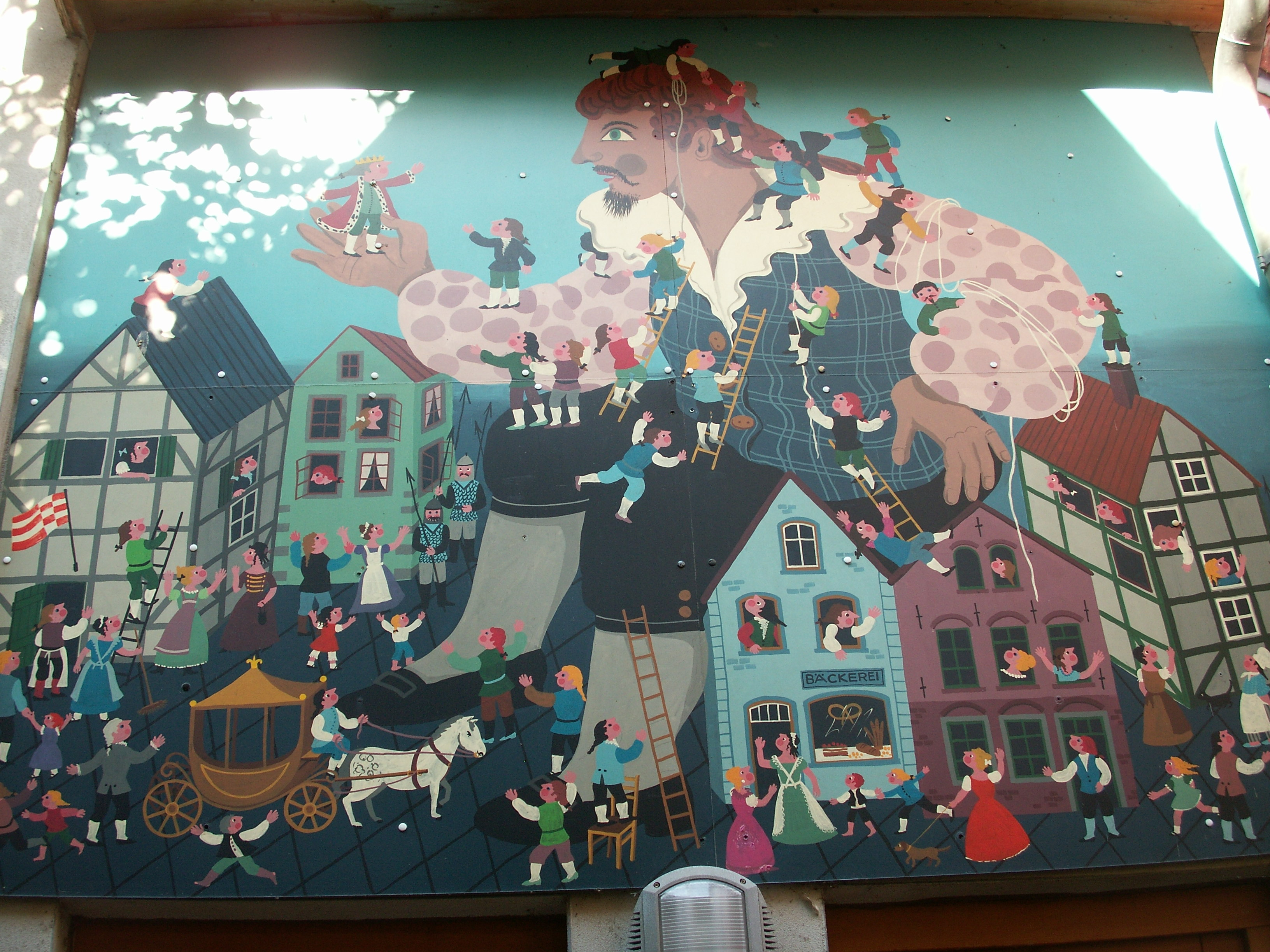
Gulliver inmitten der Bewohner Liliputs

Gulliver nimmt eine Tätigkeit auf einem Schiff an und arbeitet bald darauf als Wundarzt auf dem Schiff. Dieses aber gerät in einen Sturm. Gulliver sucht mit fünf anderen Besatzungsmitgliedern Schutz in einem Ruderboot, das jedoch kentert. Der Schiffbrüchige erreicht einen Strand und schläft dort ein; die anderen Besatzungsmitglieder sieht er nie wieder. Als er aufwacht, findet er sich an Armen, Beinen und Haaren mit Schnüren an den Boden gefesselt. Sechs Zoll kleine Winzlinge klettern auf seinem Körper herum. Gulliver gelingt es, die Fäden an seinem linken Arm zu lösen, worauf die Winzlinge eine Salve von Pfeilen auf ihn abfeuern, woraufhin er beschließt, sich besser ruhig zu verhalten. Die Zwerge bringen ihm zu essen und zu trinken und ziehen ihn sodann auf einem Holzrahmen in ihre Stadt, wo er an einem vor längerer Zeit aufgegebenen Tempelgebäude angekettet wird. Gulliver bittet den Kaiser der Liliputaner, ihn freizulassen, was dieser ihm jedoch verwehrt. Stattdessen erstellen die Liliputaner ein Verzeichnis sämtlicher von Gulliver mitgeführten Dinge und nehmen ihm seine Waffen ab. Der Kaiser beschließt, zu Gullivers Unterhaltung Schaustücke aufzuführen, und so werden ihm liliputanische Seiltänzer vorgeführt. Sodann bittet der Kaiser Gulliver, sich wie eine Riesenstatue aufzustellen, die Beine weit auseinander, und gibt seinem General Befehl, seine Truppen unter Gulliver hindurchmarschieren zu lassen. Schließlich tragen die Liliputaner dem Man Mountain (Menschenberg), wie sie Gulliver nennen, eine Anzahl von Artikeln vor, in denen unter anderem festgelegt ist, dass Gulliver den Liliputanern in Kriegszeiten beistehen müsse. Nachdem Gulliver geschworen hat, die Artikel zu beachten, werden seine Ketten entfernt.
Etwa zwei Wochen nach seiner Freilassung erhält Gulliver Besuch vom Regierungssekretär Reldresal. Dieser erklärt ihm, das Reich werde von zwei Übeln bedroht: einer inneren Aufspaltung und einem äußeren Feind. Die inneren Gruppierungen seien die Trackmesan mit hohen Absätzen und die Slackmesan mit niederen Absätzen; seine Majestät habe beschlossen, nur die niederen Absätze in der Regierung zu beschäftigen, daher der Konflikt. Die Feindseligkeiten zwischen den Angehörigen beider Gruppen gingen so weit, dass sie nicht mehr miteinander redeten. Der äußere Feind aber seien die Bewohner der Insel Blefuscu, von denen eine Invasion drohe. Dem liege Folgendes zugrunde: Der Großvater des Kaisers hatte sich einst beim Öffnen eines Eies an der breiten Seite in den Finger geschnitten und daraufhin verfügt, alle seine Untertanen müssten ihre Eier am spitzen Ende öffnen. Dies habe in Liliput zu Aufständen geführt, die von den Monarchen Blefuscus geschürt worden seien und nach deren Niederschlagung die unterdrückten Liliputaner nach Blefuscu geflohen seien. Die Herrscher Blefuscus hätten den Liliputanern dabei vorgeworfen, gegen ihren großen Propheten Lustrog verstoßen zu haben, der geschrieben hatte: all true believers break their eggs at the convenient end („alle wahren Gläubigen schlagen ihr Ei am bequemen Ende auf“). – Gulliver erklärt sich schließlich damit einverstanden, Liliput gegen diese Feinde zu beschützen. Gulliver befestigt deshalb an zu Haken gebogenen Eisenstangen je ein Tau und begibt sich damit nach Blefuscu, wo er an den Schiffen im Hafen je einen Eisenhaken anbringt und die Schiffe so nach Liliput zieht. Drei Wochen darauf erscheint eine Gesandtschaft aus Blefuscu in Liliput mit einem Friedensangebot, dem nachgekommen wird. Die Gesandten laden Gulliver nach Blefuscu ein. Eines Nachts steht das Apartment der Kaiserin in Flammen – der zur Hilfe gerufene Gulliver löscht den Brand mit dem Strahl seines Urins.
Gulliver beschreibt nun einige der Sitten in Liliput: Die Liliputaner schreiben schräg von einer Ecke bis zur anderen. Sie bestatten ihre Toten mit den Köpfen nach unten, damit sie bei ihrer Auferstehung, die dann stattfinden wird, wenn die scheibenförmige Erde sich umgewendet hat, auf ihren Füßen stehen.
Gulliver erfährt, dass er in Liliput wegen diverser Vergehen angeklagt worden ist, zum Beispiel wegen öffentlichen Urinierens. Anstelle der ursprünglich vorgesehenen Todesstrafe planen die Liliputaner jetzt, ihn zu blenden und allmählich verhungern zu lassen, sein Skelett soll als Monument für die Nachwelt erhalten bleiben. Um all dem zuvorzukommen, begibt sich Gulliver nach Blefuscu. Drei Tage nach seiner Ankunft entdeckt er im Meer ein Boot, mit dem er schließlich seine Rückreise antritt. Auf dem Meer wird er von dem Schiff eines englischen Kaufmanns aufgenommen, dem er seine Geschichte erzählt und zum Beweis das mitgeführte Zwergvieh zeigt.

### Teil 2: Reise nach Brobdingnag

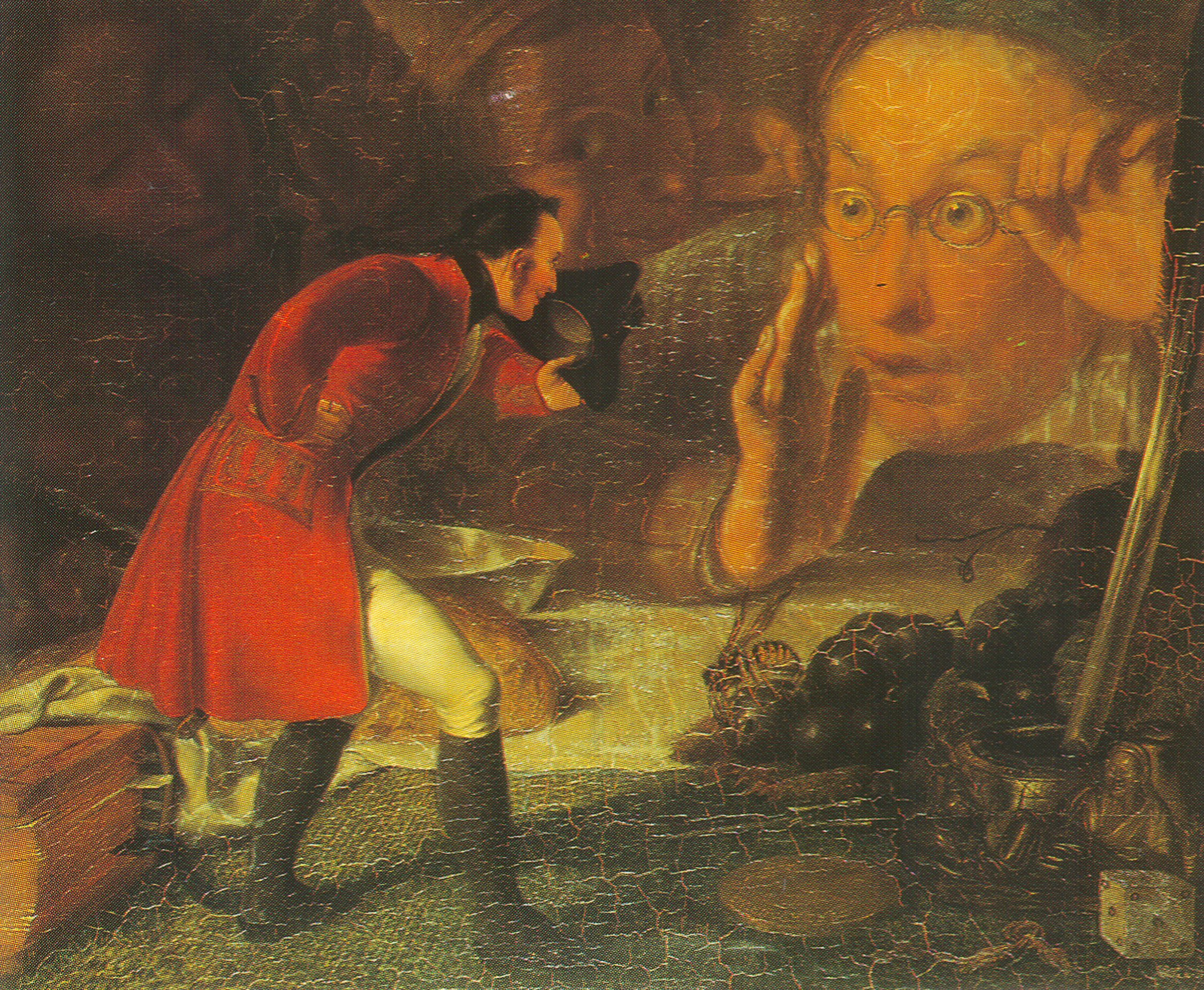
Gulliver in Brobdingnag

Zwei Monate nach seiner Rückkehr nach England zieht es Gulliver erneut zur See. Er fährt mit einem Schiff unter dem Kommando von Kapitän John Nicholas zum Kap der Guten Hoffnung und durch die Meerenge von Madagaskar, gerät aber dann in einen gewaltigen Monsun und stößt auf ein unbekanntes Land. In einem Boot begibt er sich mit einigen Besatzungsmitgliedern an Land und geht ein Stück weit allein. Da bemerkt er, dass die anderen Besatzungsmitglieder wieder zurückrudern, weil sie von einem Riesen verfolgt werden. Gulliver läuft davon und findet sich bald auf einem Weg in einem Feld wieder, dessen Gerste vierzig Fuß (rd. 12 Meter) hoch ist. Auf dem Feld arbeiten einige Riesen mit ihren großen Sensen. Als einer der Riesen ihm zu nahe kommt, schreit Gulliver, so laut er nur kann, um nicht zertreten zu werden. Der Riese hebt ihn auf und gibt ihn dem Farmer, der ihn mit nach Hause nimmt und seiner Frau zeigt. Nach dem Essen lässt die Farmersfrau Gulliver in ihrem Bett schlafen. Während Gulliver schläft, klettern zwei Ratten auf das Bett; er erwacht und tötet eine der Ratten mit seinem Säbel.
Gulliver freundet sich mit der Zeit mit Glumdalclitch an, der neunjährigen Tochter des Farmers. Sie näht ihm Kleider und unterrichtet ihn in der Sprache der Leute von Brobdingnag. Der Farmer nimmt Gulliver mit auf den Markt, wo er Kunststücke vorführt und von zahlreichen Riesen bestaunt wird. Eines Tages erhält der Farmer Anweisung, Gulliver zur Königin zu bringen. Die Königin ist von Gulliver so angetan, dass sie ihn dem Farmer abkauft. Gulliver erreicht, dass Glumdalclitch bei ihm bleiben darf. Gulliver lernt den König von Brobdingnag kennen und unterrichtet ihn über Sitten und Religion, Gesetz und Regierung in Europa.
Der Zwerg, der bisher der Kleinste am Hofe war, steht Gulliver missgünstig gegenüber und wirft ihn in eine Schüssel mit Crème; doch Gulliver kann sich schwimmend an der Oberfläche halten, bis Glumdalclitch ihn endlich wieder herausholt. Als Gulliver eines Morgens Kuchen isst, fliegen, angelockt von dem süßen Geruch, zwanzig Wespen durch das Fenster herein; er zieht seinen Säbel und kann vier der Insekten töten. Als Hofdamen in Gullivers Gegenwart ihre Kleidungsstücke ablegen, bemerkt Gulliver, wie hässlich ihre Haut aussieht. Er erkennt, dass auch seine Haut, von einem Zwerg betrachtet, faltig und wie von Kratern übersät aussehen muss. In die größte Gefahr aber gerät Gulliver durch einen Affen, der ihn ergreift, mit ihm auf das Dach rennt und ihn dort fallen lässt; nur durch den Einsatz eines Dieners, der das Dach erklettert, kann Gulliver schließlich gerettet werden.
In weiteren Gesprächen mit dem König stellt Gulliver diesem ausführlich die Verhältnisse in England dar. Am Ende gelangt der König zu dem ernüchternden Schluss: I cannot but conclude the bulk of your natives to be the most pernicious race of little odious vermin that nature ever suffered to crawl upon the surface of the earth. („Ich muss feststellen, dass ein Großteil Eurer Eingeborenen die verderblichste Rasse von widerlichem kleinen Gewürm ist, die die Natur je auf der Oberfläche der Erde erleiden musste“.)
Gulliver wird an die Küste gebracht und ein Diener setzt ihn in seiner Reiseschachtel auf den Strand. Plötzlich taucht ein Adler auf, ergreift die Schachtel und fliegt mit ihr davon. Gulliver fällt mitsamt der Schachtel ins Meer und die Besatzung eines Schiffes entdeckt das schwimmende Objekt. Gulliver wird befreit und gerettet. Den Matrosen berichtet er von seinen Abenteuern und schließlich gelangt er nach Hause.

### Teil 3: Reise nach Laputa, Balnibarbi, Luggnagg, Glubbdubdrib und Japan

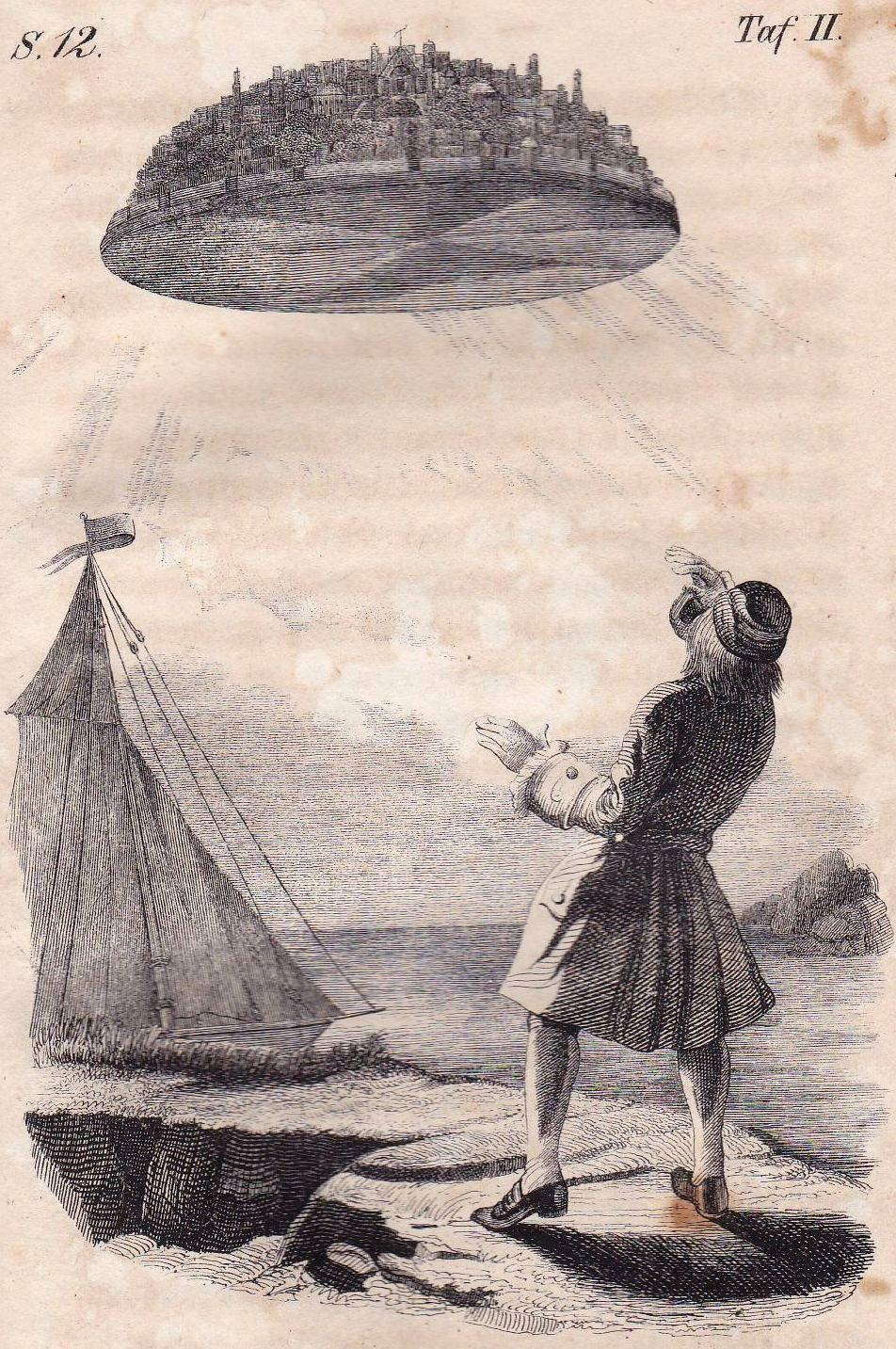
Die Gelehrteninsel Laputa in der Ausgabe von 1839

Als Gulliver wieder in England weilt, bittet ihn ein Besucher, mit ihm an Bord seines Schiffes zu reisen. Gulliver ist einverstanden. Doch das Schiff wird von Piraten überfallen. Ein christlicher holländischer Pirat will Gulliver ins Meer werfen lassen, doch der japanische Hauptmann sorgt dafür, dass er am Leben bleibt. Gulliver sagt, dass er more mercy in a heathen, than in a brother Christian (mehr Gnade bei einem Heiden als bei einem Mit-Christen) fand. Gulliver wird in einem Boot mit Proviant ausgesetzt. Er kommt an einigen Inseln vorbei und geht schließlich bei einer an Land. Da bemerkt er, dass die Sonne seltsam verdunkelt ist. Der Grund dafür ist, dass sich in der Luft eine schwebende Insel befindet, die voller Menschen ist. Gulliver macht durch Rufen auf sich aufmerksam und man lässt eine Kette herab, an der er hinaufgezogen wird. Oben findet er seltsame Leute, die alle den Kopf zur einen oder anderen Seite neigen und mit einem Auge nach innen, mit dem anderen nach oben blicken. Der Geist dieser Leute ist so von Spekulationen eingenommen, dass sie ohne eine äußere Berührung an den Sprech- bzw. Hörorganen weder sprechen noch zuhören können. Deshalb gibt es Diener, die ein Gespräch fördern, indem sie das Ohr des Zuhörers wie den Mund des Sprechers mit einer Klatsche schlagen, damit deren Geist nicht fortwandert. Gulliver wird zu dem König gebracht, doch müssen die beiden feststellen, dass sie keine gemeinsame Sprache sprechen. So wird ein Lehrer angestellt, um Gulliver zu unterrichten. Gulliver erfährt, dass die schwebende kreisförmige Insel Laputa heißt und 10.000 Acre (rd. 400 km²) groß ist. In der Mitte hat sie einen Magneten, durch dessen Kraft die Insel bewegt wird. Wenn der König eine Gegend auf der darunterliegenden Insel Balnibarbi bestrafen will, braucht er nur die schwebende Insel über sie zu führen und ihr dadurch Sonne und Regen zu nehmen. Da die Bewohner Laputas vornehmlich an Mathematik und Musik interessiert sind, fühlt sich Gulliver bald vernachlässigt. Er richtet deshalb ein Gesuch an den König und wird auf einem Berg Balnibarbis abgesetzt.
Gulliver begibt sich in die dortige Hauptstadt Lagado, wo er den Lord Munodi besucht. Munodi erzählt ihm, dass vor vierzig Jahren einige Leute nach Laputa gegangen seien und nach ihrer Rückkehr alle Künste, Wissenschaften, Sprachen und Handwerke auf neue Grundlagen stellen wollten; sie hätten beschlossen, in Lagado eine Akademie zu errichten, in der die Professoren sich neue Regeln und Methoden ausdächten. Da aber keine Methode bis zur Vervollkommnung gebracht worden sei, befinde sich das Land heute im Elend. Auf Munodis Vorschlag besucht Gulliver diese große Akademie und findet zuerst einen Mann, der versucht, Sonnenlicht aus Gurken zu extrahieren; ein zweiter Forscher will menschlichen Kot in Nahrung zurückverwandeln, ein Architekt ein Haus vom Dach her nach unten bauen, ein Arzt Patienten heilen, indem er Luft durch sie hindurchbläst. In einem anderen Teil der Akademie wird ein Sprachprojekt betrieben, das den Zweck verfolgt, Verben und Partizipien zu beseitigen; Ziel eines anderen Projekts ist sogar, alle Wörter abzuschaffen. Ein Professor lehrt, Frauen sollten nach ihrer Schönheit und nach ihrer Geschicklichkeit in der Bekleidung besteuert werden. All diese Berichte sind Teile einer scharfen satirischen Kritik an zeitgenössischen Wissenschaften.
Auf der nächsten Insel „Glubbdubdrib“, the Island of the Sorcerers or Magicians (die Insel der Zauberer oder Magier) trifft Gulliver einen Gouverneur, der Geister erscheinen lassen kann und Gulliver auffordert, to call up whatever persons I would choose … among all the dead from the beginning of the world to the present time (anzurufen, welche Person auch immer ich auswählte … unter allen Toten seit Beginn der Welt bis zur heutigen Zeit). Gulliver wünscht Alexander den Großen zu sehen, der tatsächlich erscheint. Es folgen Hannibal, Gaius Iulius Caesar, Homer, Aristoteles, Descartes u. a.
Nun besucht Gulliver die Insel Luggnagg, auf der von den Untertanen erwartet wird, dass sie den Boden lecken, wenn sie sich dem König nähern wollen. Der König entledigt sich bisweilen seiner Gegner, indem er den Boden mit Gift versieht. Die Luggnaggier berichten Gulliver von Unsterblichen, den Struldbrugs, die mit einem roten Fleck über der linken Augenbraue geboren werden. Die meisten Struldbrugs werden traurig, wenn sie das Alter von dreißig Jahren überschritten haben; mit achtzig beneiden sie diejenigen, die sterben können; mit zweihundert Jahren können sie, da sich die Sprache ständig verändert, mit den Sterblichen kein Gespräch mehr führen und werden foreigners in their own country (Fremde in ihrem eigenen Land). Gullivers Wunsch nach Unsterblichkeit hat sich durch dieses Erlebnis sehr vermindert.
Gulliver verlässt schließlich Luggnagg und tritt die Heimreise nach England an. Erste Station ist Japan, das er nach einer langen und schwierigen Reise erreicht. Mit Hilfe eines Schreibens des Königs von Luggnagg wird ihm das Fumie-Tretbild erspart. Durch das Betreten eines vorgelegten Kruzifix hätte er bestätigen müssen, dass er kein Christ ist. Die Japaner wundern sich; er sei der Erste gewesen, der mit der Tret-Probe Probleme gehabt hätte. – Schließlich geht es weiter um die Südspitze Afrikas und Gulliver erreicht im April 1710 seine Heimat.

### Teil 4: Reise in das Land der Houyhnhnms

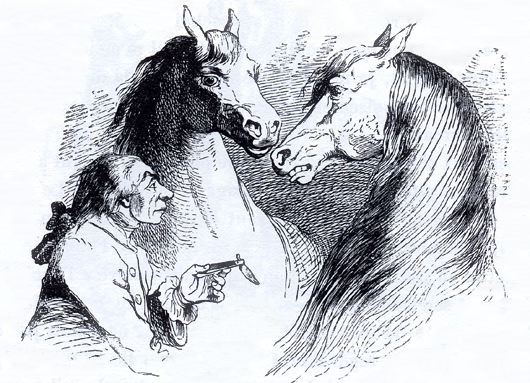
Gulliver beschenkt zwei Houyhnhnms mit einem Taschenmesser. Illustration von Grandville, 1838.

Nachdem Gulliver fünf Monate zu Hause gewesen ist, zieht es ihn erneut aufs Meer, diesmal als Kapitän eines Schiffes. Auf See aber kommt es zur Meuterei, und Gulliver wird von den Meuterern an einem unbekannten Strand ausgesetzt. Auf einem Feld sieht er Tiere mit langem Haar an Kopf, Brust und Bärten, wie Ziegen sie tragen. Als Gulliver seinen Weg fortsetzt, trifft er auf eine der widerwärtigen Kreaturen; er zieht seinen Säbel, schlägt das Tier mit der flachen Seite, so dass es brüllt, worauf die Herde vom Feld auf Gulliver zukommt und ihn mit Fäkalien besudelt. Plötzlich aber laufen sie davon, offenbar von einem Pferd verscheucht. Dieses und ein weiteres Pferd betrachten Gulliver aufmerksam und unterhalten sich wiehernd über ihn. Eines der Pferde führt Gulliver zu einem Haus, in dem er zu seiner Überraschung keineswegs Menschen vorfindet, sondern Pferde. Eines von ihnen betrachtet Gulliver und sagt das Wort „Yahoo“ zu ihm. Daraufhin wird er auf den Hof geführt, wo einige dieser hässlichen Kreaturen angebunden sind. Zu seinem Schrecken erkennt Gulliver in this abominal animal a perfect human figure (in diesem abscheulichen Tier eine perfekte menschliche Gestalt); auch diese Pferde vergleichen ihn mit den Yahoos. Da Gulliver kein Heu und Fleisch essen mag, geben sie ihm Milch zu trinken. Zur Mittagszeit sieht er ein schlittenartiges Fahrzeug, das von vier Yahoos gezogen wird und in dem sich ein Ross befindet. – Die Pferde beginnen allmählich, Gulliver Wörter aus ihrer Sprache beizubringen. Nach drei Monaten beherrscht er ihre Sprache so gut, dass er ihre Fragen beantworten kann. Die Pferde oder Houyhnhnms halten Gulliver für einen Yahoo, wenn auch für einen besonderen. Gulliver erzählt, dass in seinem Land die, die sie Yahoos nennen, die herrschenden Wesen sind, Pferde werden von ihnen für Rennen oder zum Kutschenziehen benutzt.
Während zweier Jahre berichtet Gulliver seinem Houyhnhnm-Meister von den Verhältnissen in Europa, u. a. von dem langen Krieg zwischen England und Frankreich, in dem wohl eine Million Yahoos getötet worden sein mochten. Gulliver erklärt auch, was ein Soldat ist: a soldier is a Yahoo hired to kill in cold blood as many of his own species, who have never offended him, as possibly he can. (ein Soldat ist ein Yahoo, der angeheuert wird, kaltblütig soviele seiner eigenen Rasse, die ihm nie etwas getan haben, zu töten, wie er nur kann) Sein Houyhnhnm-Meister sagt, wenn er alles berücksichtige, seien Gullivers Leute nicht so verschieden von den Yahoos. Gulliver begibt sich daher selbst zu den Yahoos und stellt fest, dass sie zwar von Kindheit an flink, jedoch die ungelehrigsten aller Tiere sind. Eines Tages zieht sich Gulliver aus, um im Fluss zu baden; da rennt ein Yahoo-Weibchen voller Begierde auf ihn zu und umarmt ihn heftigst. Da dieser Vorfall von einem Pferd beobachtet wurde, kann Gulliver nicht mehr verleugnen, dass er selber tatsächlich auch ein Yahoo ist.
Die Houyhnhnms kultivieren die Vernunft; Freundschaft und Güte sind ihre höchsten Tugenden. Sie verwenden keine Schrift und haben in ihrer Sprache kein Wort zum Ausdruck des Bösen. Sie kennen weder Not, Krankheit noch Krieg und leben im Allgemeinen siebzig, selten achtzig Jahre lang. Sie halten die wilden Yahoos als Haus- und Lasttiere. Eines Tages sagt ihm sein Houyhnhnm-Meister, dass andere Houyhnhnms Anstoß daran genommen hätten, dass er einen Yahoo (Gulliver) in seinem Haus wie einen Houyhnhnm halte. Er gibt Gulliver noch zwei Monate Zeit bis zur Abreise. Gulliver baut sich ein Boot, verabschiedet sich von der Familie der Houyhnhnms, bei der er gelebt hat, und stößt sich mit dem Kanu vom Strand ab.
Doch er will nicht nach Europa zurückkehren in die Gesellschaft der Yahoos. Er sucht deshalb eine kleine, unbewohnte Insel. Schließlich findet er Land, wird aber von den Eingeborenen angegriffen, dabei von einem Pfeil verwundet, worauf er wieder in See sticht. Als er jedoch das Segel eines Schiffes sieht, entscheidet er sich, lieber bei den Eingeborenen zu leben als bei den europäischen Yahoos. Gulliver versteckt sich, wird aber von Besatzungsmitgliedern des Schiffes entdeckt. So gelangt er halb gegen seinen Willen mit dem Schiff nach Europa zurück. Der Anblick seiner Familie erfüllt ihn mit Hass und Ekel; es ist für ihn eine Schande, dass er mit einer Yahoo kopuliert hat und dadurch Vater von weiteren Yahoos geworden ist. Mit seinen Pferden hingegen versteht sich Gulliver gut und widmet sich ihnen täglich für mindestens vier Stunden.

## Wirkung und Rezeption
Als Gegenreaktion – man konnte dieses bekannte Werk nicht einfach „unterdrücken“ – entstanden auch „entschärfte“ Ausgaben, in denen die manchmal derben Episoden und gesellschaftskritischen Passagen ad usum Delphini aufbereitet wurden: es wurde so lange zusammengestrichen und vereinfacht, bis aus der Geschichte ein Kinderbuch für „einfache Gemüter“ geworden war, wie es auch heute noch oft mit netten und lieblichen Illustrationen aufgelegt wird.
Gullivers Reisen wurden auch im satirischen Genre weiterentwickelt, so beispielsweise als „Gullivers fünfte Reise“:
- Michail Kozyrew Die fünfte Reise Lemuel Gullivers, 1936 entstanden und nach dem Tode des Autors im Gulag (1942) erst 1991 in russischer Sprache veröffentlicht, 2005 erstmals in deutscher Sprache (Persona Verlag, ISBN 3-924652-33-3).
- Gynter Mödder Gullivers fünfte Reise, 2005 Verlag Landpresse, ISBN 3-935221-53-3.
- Sándor Szathmári Reise nach Kasohinien.
- Frigyes Karinthy Die neuen Reisen des Lemuel Gulliver (nach den ungarischen Einzelausgaben 1976), Verlag das Neue Berlin, Berlin 1983.

Angelehnt an Gullivers Reisen erschien 1935 der sowjetische Film Der neue Gulliver von Alexander Ptuschko nach dem Drehbuch von Grigori Roschal mit W. Konstantinow als junger Pionier Petja in der Titelrolle.

## Beschreibung der Marsmonde
Swift schrieb 150 Jahre vor der Entdeckung der Marsmonde Deimos und Phobos, dass „der Mars zwei Monde hat, die sehr klein sind und in einer Höhe von 3 bzw. 5 Marsdurchmessern alle 10 bzw. 21,5 Stunden den Planeten umkreisen, so dass die Quadrate ihres periodischen Umlaufs sich beinahe wie die Kuben ihrer Entfernungen vom Mittelpunkt des Mars verhalten“. Damit zitierte Swift indirekt das dritte Keplersche Gesetz, welches vor 1630 von Johannes Kepler formuliert wurde. Der Astronom glaubte an eine mathematische Ordnung im Kosmos. Aus dem einen Erdmond und den vier zuvor entdeckten Galileischen Monden des Jupiter schloss Kepler, dass wegen der Zahlenfolge der Mars zwei Monde haben müsse und diese wegen ihrer geringen Größe und Entfernung vom Planeten noch nicht entdeckt worden seien. Die von Swift angegebenen Werte stimmen recht gut mit den tatsächlichen Werten der Monde Phobos (Umlaufzeit 7 Stunden und 39 Minuten, Umlaufbahn entspricht etwa dem 2,75-fachen des Marsradius) und Deimos (Umlaufzeit 30 Stunden und 18 Minuten, Umlaufbahn entspricht etwa dem 7-fachen des Marsradius) überein.

## Ausgaben

### Englischsprachige Ausgaben

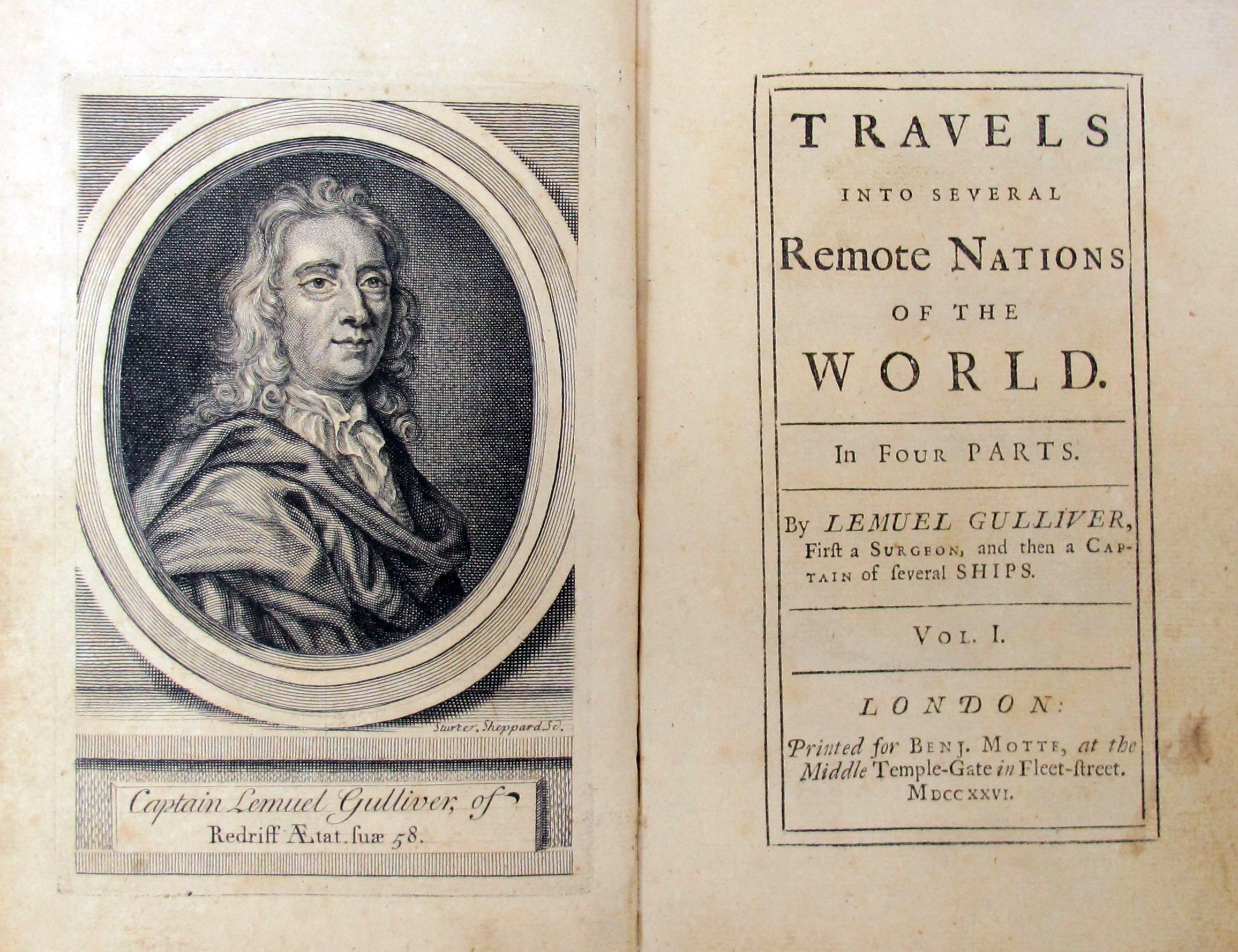
Titelseite der Erstausgabe von 1726

- Swift, Jonathan: Travels into Several Remote Nations of the World in Four Parts. By Lemuel Gulliver, First a Surgeon, and then a Captain of Several Ships. London 1726, 1735, 1765 (im Rahmen der Gesamtausgabe Works), 1915 (im Rahmen der Prose Works), 1927 (von H. Williams herausgegebene kritische Ausgabe), 1959 (in den von H. Davis herausgegebenen Prose Writings).
- Swift, Jonathan: Travels … by Lemuel Gulliver. Herausgegeben von J. Hayward in: Gulliver’s Travels and Selected Writings in Prose and Verse. New York 1990.
- Asimov, Isaac: The Annotated Gulliver’s Travels. New York 1980.

### Deutsche Übersetzungen
- Gullivers Reisen. Aus dem Englischen übersetzt, kommentiert und mit einem Nachwort von Hermann J. Real und Heinz J. Vienken. Philipp Reclam jun., Stuttgart 1987, 2011, ISBN 978-3-15-010821-5.
- Gullivers Reisen. Reisen zu etlichen fernen Völkern der Welt in vier Teilen von Lemuel Gulliver – vormals Schiffsarzt, alsdann Kapitän auf mehreren Schiffen. Aus dem Englischen von Christa Schuenke. Nachwort: Dieter Mehl. Mit 16 Illustrationen von Anton Christian. Manesse, Zürich 2006, ISBN 978-3-7175-9017-0.
- Gullivers Reisen. Reisen in verschiedene ferne Länder der Welt von Lemuel Gulliver – erst Schiffsarzt, dann Kapitän mehrerer Schiffe. Aus dem Englischen von Kurt Heinrich Hansen. Mit Illustrationen von Grandville (Ausgabe 1838) und mit einem Nachwort von Uwe Böker. Winkler, München 1958. Aktuelle Ausgabe: Albatros, Mannheim 2010, ISBN 978-3-538-07614-3.
- Gullivers Reisen. Gullivers Reisen in ferne Länder. Der Ur-Gulliver. Übersetzung von Richard Mummendey 1952. Mit Holzschnitten von Grandville. Erschienen bei Büchergilde Gutenberg, Frankfurt am Main u. a. 1964.
- Gulliver’s Reisen in unbekannte Länder. Aus dem Englischen übersetzt von Franz Kottenkamp. Mit 450 Bildern und Vignetten von Grandville. Adolph Krabbe, Stuttgart 1843 (Digitalisat [PDF; 32,9 MB]). Aktuelle Ausgabe: 5. Auflage. Diogenes, Zürich 1998, ISBN 9783257225907.
  - Gullivers Reisen. Mit einem Vorwort von Hermann Hesse und Illustrationen von Grandville. Aus dem Englischen von Franz Kottenkamp, bearbeitet von Roland Arnold. Insel-Bibliothek.
- Lemuel Güllivers sämtliche Reisen. 2. Auflage. Hamburg/Leipzig 1762 (Digitalisat).

### Deutsche Bearbeitungen
- Gullivers Reisen. Herausgegeben und für Kinder bearbeitet von Erich Kästner. 1939. Neuausgabe mit Illustrationen von Horst Lemke: Dressler, Hamburg 2007, ISBN 978-3-7915-3002-4.

## Adaptionen

### Verfilmungen
Die Reisen von Dr. Gulliver sind mehrfach verfilmt worden. Überwiegend werden jedoch nur die Geschichten aus Liliput und Brobdingnag erzählt. Relativ vollständig war die Fernsehserie von 1996.
- Gullivers Reisen (Gulliver’s Travels, 1939 – Zeichentrickfilm)
- Herr der drei Welten (The 3 Worlds of Gulliver, 1960)
- Die unwahrscheinlichen Abenteuer des Lemi Gulliver (The Adventures of Gulliver, 1968 – Zeichentrickserie)[10]
- Gullivers Reisen (Gulliver’s Travels, 1977), Regie: Peter Hunt
- Gulliver in Lilliput (1982 – Fernsehen)
- Gullivers Reisen (1992 – Zeichentrickserie)
- Gullivers Reisen (1996 – zweiteiliger Fernsehfilm)
- Gullivers Reisen – Da kommt was Großes auf uns zu (Kinofilm, 2010)

### Musik
- Georg Philipp Telemann: Gullivers Reisen. Suite in D-Dur für zwei Violinen, TWV 40:108, 1728[11]
- Mike d’Abo u. a.:Gulliver’s Travels. Musical. CD – Sanctuary/(Rough Trade), 2001

### Comics
- Gullivers Reisen als Comic wurden in der Reihe 'Illustrierte Klassiker' (Heft Nr. 41) verlegt. 1956–1972 im Bildschriftenverlag (BSV). Reprints 1991–2002 Hethke Verlag, Köln.
- Eine erotische Comic-Persiflage Gullivers Abenteuer schuf der Italiener Milo Manara: Gullivera; in Deutschland Edition 'Kunst des Comic', 1992

### Hörspiele
- Jonathan Swift: Gullivers Reisen. 2 CDs, ISBN 3-89614-225-9
- Jonathan Swift: Gullivers Reisen. 1 CD, ISBN 3-89830-267-9 mit Wolfgang Kieling, Hans Paetsch u. a.
- Jonathan Swift: Gullivers Reisen. 3 CDs, ISBN 3-89903-300-0 gekürzte Hörbuchlesung mit Rufus Beck